# 湖南省
湖南省（こなんしょう、中国語：湖南省、拼音：Húnán Shěng、湘語（雙峰語）:/ɣəu13 læ̃ 13/、英語: Hunan）は、中華人民共和国の省の一つ。省都は長沙市。略称は湘。

## 地理

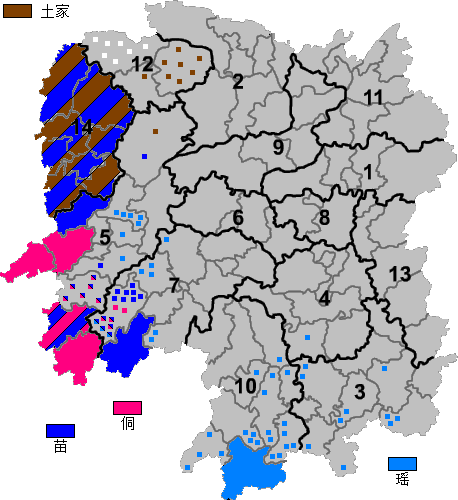
少数民族の分布

北は湖北省、東は江西省、南は広東省と広西チワン族自治区、西は貴州省と重慶市に接する。
長江中下流に位置し、洞庭湖の南に広がるため、湖南と呼ばれる。北部は洞庭湖平野、中部は丘陵地帯、南部は山岳地帯となっている。水稲生産が盛んで、中国の主要な米産地である。南の広東・広西両省区との間には南嶺山脈が走る。
主な河川は長江で、湖南省内を貫く河川は洞庭湖を経て長江に流入する。洞庭湖に入る「湖南省四大河川」には、湘江、資江、沅江（げんこう）、澧水（れいすい）がある。その他の河川には、汨羅江（べきらこう）や、湘江の支流・瀟水（しょうすい）などがあり、いずれも水運に利用されている。

## 歴史
古代は楚の国があったといわれ、神農ともゆかりがあった。唐代に入り、湖南の名が使われ始める。1664年、清朝のもとで湖南省が成立した。19世紀半ばの太平天国の乱では、同省出身の曽国藩が湘軍を率いて鎮圧に活躍した。曽国藩だけでなく、清末の諸改革において譚嗣同や唐才常などの人材を輩出し、20世紀には中国共産党の中心となる毛沢東、劉少奇、胡耀邦などを輩出した。

## 行政区画
13地級市・1自治州がある。
| No.              | 名称                          | 中国語表記           | 拼音                             | 面積 (Km2)       | 人口 (2020)      | 政府所在地       |
| 湖南省の行政区画 | 湖南省の行政区画              | 湖南省の行政区画     | 湖南省の行政区画                 | 湖南省の行政区画 | 湖南省の行政区画 | 湖南省の行政区画 |
| ---------------- | ----------------------------- | -------------------- | -------------------------------- | ---------------- | ---------------- | ---------------- |
|                  |                               |                      |                                  |                  |                  |                  |
| — 地級市 —       |                               |                      |                                  |                  |                  |                  |
| 1                | 長沙市                        | 长沙市               | Chángshā Shì                     | 11,819.46        | 10,047,914       | 岳麓区           |
| 2                | 常徳市                        | 常德市               | Chángdé Shì                      | 18,177.18        | 5,279,102        | 武陵区           |
| 3                | 郴州市                        | 郴州市               | Chēnzhōu Shì                     | 19,317.33        | 4,667,134        | 北湖区           |
| 4                | 衡陽市                        | 衡阳市               | Héngyáng Shì                     | 15,302.78        | 6,645,243        | 蒸湘区           |
| 5                | 懐化市                        | 怀化市               | Huáihuà Shì                      | 27,562.72        | 4,587,594        | 鶴城区           |
| 6                | 婁底市                        | 娄底市               | Lóudǐ Shì                        | 8,107.61         | 3,826,996        | 婁星区           |
| 7                | 邵陽市                        | 邵阳市               | Shàoyáng Shì                     | 20,829.63        | 6,563,520        | 大祥区           |
| 8                | 湘潭市                        | 湘潭市               | Xiāngtán Shì                     | 5,006.46         | 2,726,181        | 岳塘区           |
| 9                | 益陽市                        | 益阳市               | Yìyáng Shì                       | 12,325.16        | 3,851,564        | 赫山区           |
| 10               | 永州市                        | 永州市               | Yǒngzhōu Shì                     | 22,255.31        | 5,289,824        | 冷水灘区         |
| 11               | 岳陽市                        | 岳阳市               | Yuèyáng Shì                      | 14,897.88        | 5,051,922        | 岳陽楼区         |
| 12               | 張家界市                      | 张家界市             | Zhāngjiājiè Shì                  | 9,516.03         | 1,517,027        | 永定区           |
| 13               | 株洲市                        | 株洲市               | Zhūzhōu Shì                      | 11,262.20        | 3,902,738        | 天元区           |
| — 自治州 —       |                               |                      |                                  |                  |                  |                  |
| 14               | 湘西 トゥチャ族ミャオ族自治州 | 湘西土家族苗族自治州 | Xiāngxī Tǔjiāzú Miáozú Zìzhìzhōu | 15,462.30        | 2,488,105        | 吉首市           |

## 教育
- 湖南大学
- 湖南師範大学
- 中南大学
- 湘潭大学
- 長沙理工大学
- 南華大学
- 湖南農業大学
- 中南林業科技大学
- 湖南中医薬大学
- 湖南工業大学
- 湖南工貿技師学院

## 観光
- 武陵源（1992年 世界遺産、張家界市：張家界国家森林公園など）
- 崀山（2010年 世界遺産、崀山のご紹介）
- 桃花源森林公園 (常徳市)
- 馬王堆漢墓（1971年発見、長沙市）
- 岳麓書院 (長沙市)
- 岳陽楼（岳陽市）
- 衡山（南岳）
- 炎帝陵
- 鳳凰古城

## 友好自治体
- 日本 滋賀県
- 日本 徳島県
- アメリカ合衆国 コロラド州
- ベトナム ゲアン省